# Urządzenie elektrotermiczne

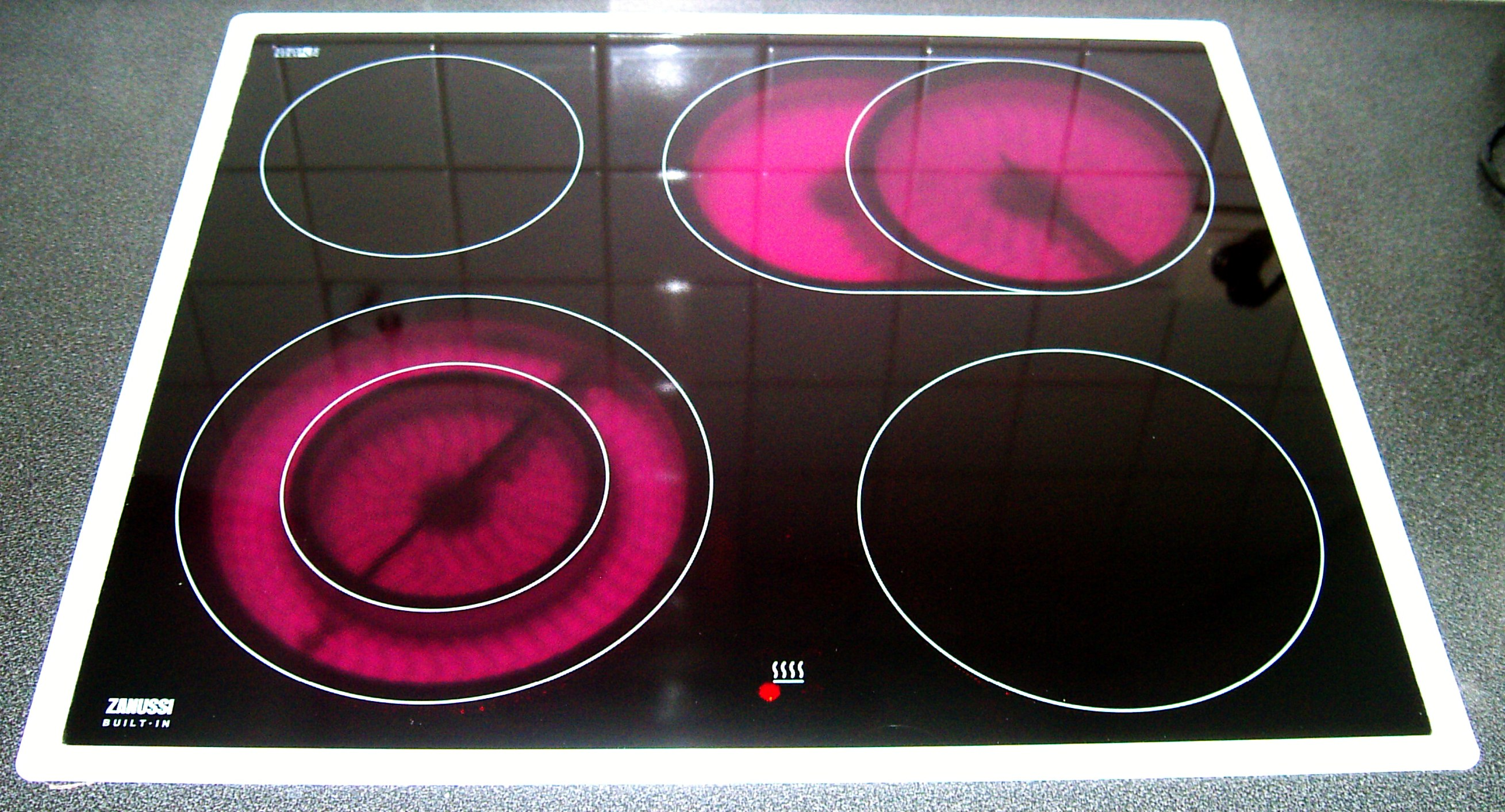
Kuchnia elektryczna jako przykład urządzenia rezystancyjnego, bez komorowego, nagrzewającego wsad pośrednio.

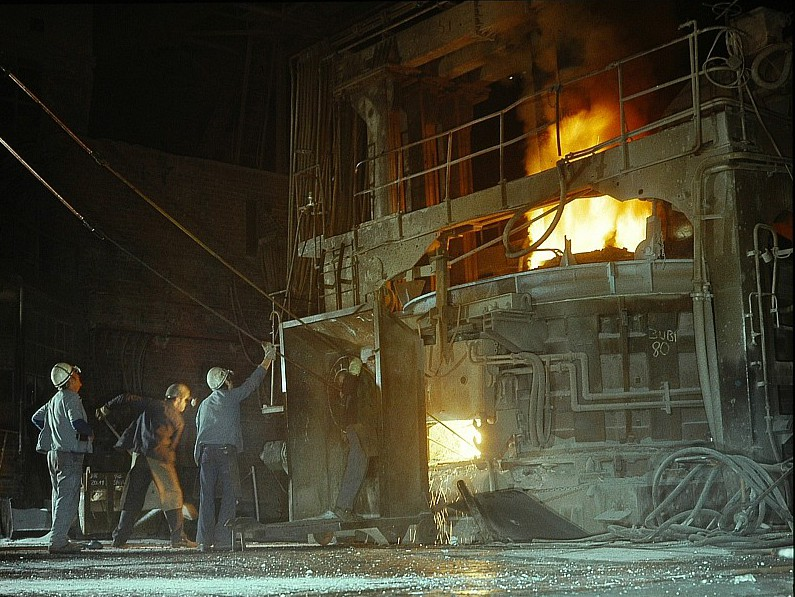
Piec hutniczy może być przykładem urządzenia łukowego.

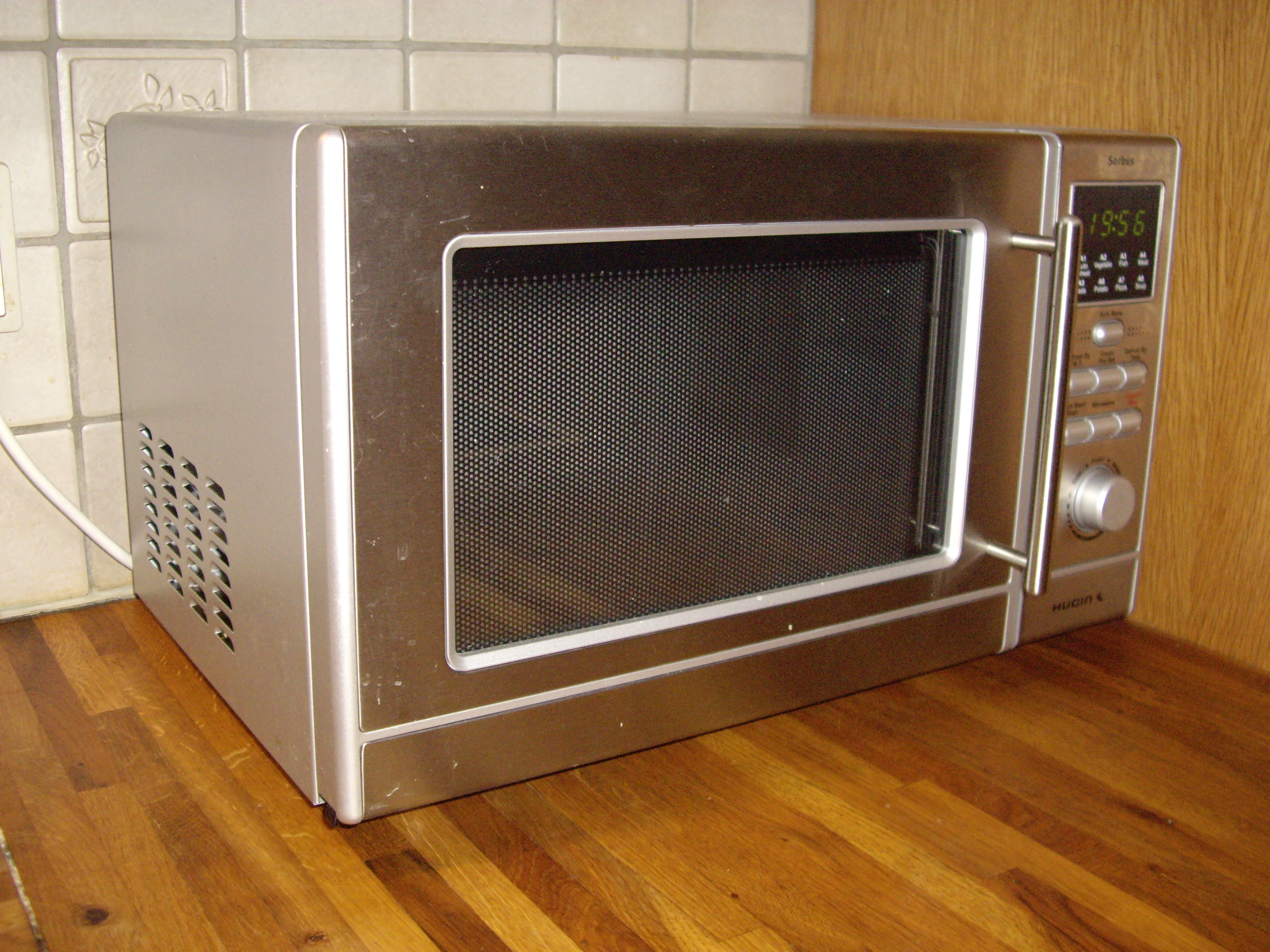
Kuchenka mikrofalowa jest przykładem urządzenia wykorzystującego wielkie częstotliwości robocze.

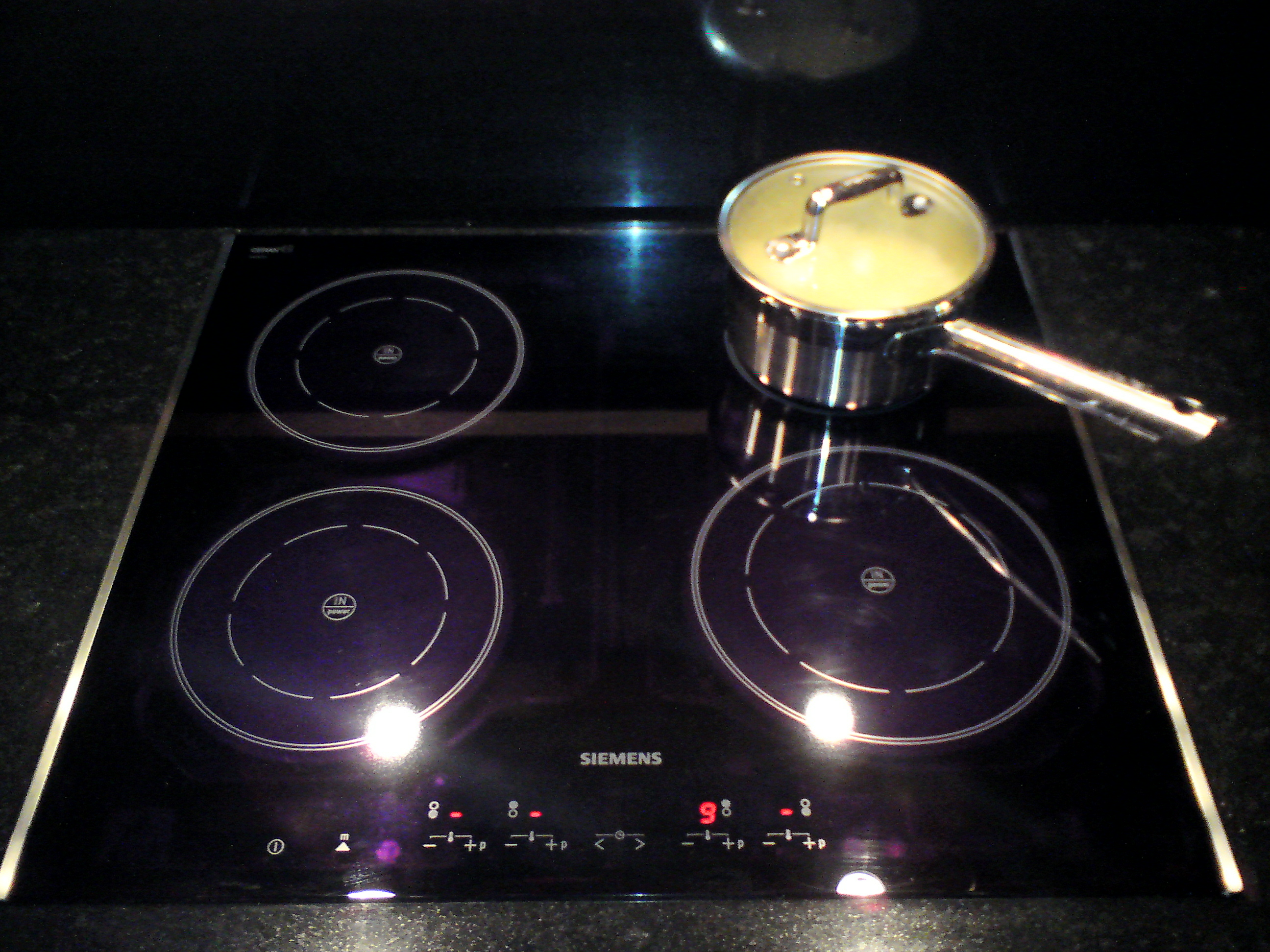
Płyta indukcyjna jest przykładem urządzenia indukcyjnego.

Urządzenie elektrotermiczne (elektryczne urządzenie grzejne) – urządzenie lub zespół urządzeń do celowego przetwarzania energii elektromagnetycznej w energię cieplną i wykorzystania jej w celach użytecznych.
Urządzenie elektrotermiczne składa się z członów: grzejnego, zasilającego, sygnalizacyjno-pomiarowego, regulacyjnego i innych (człony studzące, rekuperacji ciepła, dogrzewające płomieniowo, wytwarzające próżnię lub sztuczną atmosferę). Procesy grzejne zachodzące w urządzeniach elektrotermicznych maja na celu nagrzewanie lub ogrzanie wsadu.  

## Podział urządzeń grzejnych
- Kryterium podziału ze względu na metodę elektrotermiczną
  - urządzenia oporowe (rezystancyjne)
  - urządzenia łukowe
    - piece pośrednie
    - piece bezpośrednie

  - urządzenia elektronowe
  - urządzenia elektrodowe
    - piece symetryczne
    - piece niesymetryczne

  - urządzenia indukcyjne
    - piece indukcyjne rdzeniowe
    - piece indukcyjne bezrdzeniowe

  - urządzenia pojemnościowe
  - urządzenia plazmowe
  - urządzenia mikrofalowe
  - urządzenia fotonowe (laserowe)
    - kryterium podziału ze względu na rodzaj promieniowania
      - urządzenia wykorzystujące promieniowanie laserowe (promieniowanie elektromagnetyczne widzialne)
      - urządzenia wykorzystujące promieniowanie iraserowe (promieniowanie elektromagnetyczne podczerwone)

    - kryterium podziału ze względu na sposób działania
      - urządzenia z laserami impulsowymi
      - urządzenia z laserami o działaniu ciągłym

  - urządzenia jarzeniowe (jonowe)
  - urządzenia ultradzwiękowe
- kryterium podziału ze względu na sposób nagrzewania wsadu
  - urządzenia nagrzewające wsad pośrednio
  - urządzenia nagrzewające wsad bezpośrednio
- kryterium podziału ze względu na rodzaj nagrzewania pośredniego (kryterium rodzaju drogi termokinetycznej)
  - urządzenia nagrzewające wsad w sposób kondukcyjny
  - urządzenia nagrzewające wsad w sposób konwekcyjny
  - urządzenia nagrzewające wsad w sposób radjacyjny (promiennikowy)
- kryterium podziału ze względu na częstotliwość roboczą
  - urządzenia zerowej częstotliwości roboczej (prąd stały)
  - urządzenia o zmniejszonej częstotliwości roboczej do 50 Hz
  - urządzenia o częstotliwości sieciowej 50 Hz
  - urządzenia o zwiększonej częstotliwości roboczej 50 Hz < f < 10 kHz
  - urządzenia o wielkiej częstotliwości roboczej 10 kHz < f < 300 GHz
  - urządzenia o bardzo wielkiej częstotliwości roboczej (optycznej) 300 GHz < f < 30 PHz
- kryterium podziału ze względu na budowę urządzenia
  - urządzenia komorowe
  - urządzenie bezkomorowe
- kryterium podziału uwzględniające wykorzystanie technologii nagrzewania
  - urządzenia wykorzystywane w obróbce cieplnej
  - urządzenia wykorzystywane w obróbce cieplno-chemicznej
  - urządzenia wykorzystywane w obróbce cieplno-fizycznej
- kryterium podziału ze względu na rozkład gęstości objętościowej mocy cieplnej
  - urządzenia o nagrzewaniu wsadu objętościowym
  - urządzenia o nagrzewaniu wsadu selektywnym
- kryterium podziału ze względu na kinetykę wsadu
  - urządzenia nagrzewające wsad przelotowo
    - piece poziome (tunelowe)
    - piece pionowe (wieżowe)

  - urządzenia nagrzewające wsad nieprzelotowo
    - piece komorowe
    - piece tyglowe
- kryterium podziału ze względu na szybkość obniżenia temperatury wsadu
  - urządzenia o spowolnionym obniżaniu temperatury
  - urządzenia o kontrolowanym dogrzewaniu wsadu
  - urządzenia o przyspieszonym studzeniu
- kryterium obszaru zastosowań urządzeń grzejnych dzieli je na urządzenia stosowane w przemyśle, gospodarstwach komunalno-bytowych, rolnictwie, transporcie, budownictwie i medycynie.